# 安静村
安静村（あんじょうむら）は茨城県結城郡に属していた村。

## 地理
現在の八千代町の南部に位置する。
- 河川 ： 西仁連川

## 歴史

### 村域の変遷
- 1889年（明治22年）4月1日 - 町村制施行により、蕗田村、東蕗田村、大間木村、芦ヶ谷村、芦ヶ谷新田、逆谷新田、佐兵衛新田、磯村、村貫村、新地村、新地新田、村岡新田、尾崎村、栗山村が合併して岡田郡安静村が発足。
- 1896年（明治29年）4月1日 - 岡田郡が結城郡に統合されたため、所属郡が結城郡に変更。
- 1955年（昭和30年）1月1日 - 安静村は結城郡中結城村、下結城村、西豊田村、真壁郡川西村とともに合併し八千代村が発足。同日安静村廃止。

変遷表
| 1868年 以前 | 1868年 以前 | 1868年 以前  | 明治元年   | 明治11年   | 明治22年 4月1日 | 明治29年 4月1日 | 明治29年 4月1日 | 昭和30年 1月1日 | 昭和47年 2月1日 | 現在     |
| ----------- | ----------- | ------------ | ---------- | ---------- | --------------- | --------------- | --------------- | --------------- | --------------- | -------- |
| 岡田郡      |             | 西蕗田村     | 西蕗田村   | 蕗田村     | 安静村          | 結城郡 に編入   | 安静村          | 八千代村        | 町制            | 八千代町 |
| 岡田郡      | 法木田村    |              |            | 蕗田村     | 安静村          | 結城郡 に編入   | 安静村          | 八千代村        | 町制            | 八千代町 |
| 岡田郡      | 新地村      |              |            |            | 安静村          | 結城郡 に編入   | 安静村          | 八千代村        | 町制            | 八千代町 |
| 岡田郡      | 新地新田    |              |            |            | 安静村          | 結城郡 に編入   | 安静村          | 八千代村        | 町制            | 八千代町 |
| 岡田郡      |             | 村岡村の一部 | 村岡村新田 | 村岡村新田 | 安静村          | 結城郡 に編入   | 安静村          | 八千代村        | 町制            | 八千代町 |
| 岡田郡      | 栗山村      |              |            |            | 安静村          | 結城郡 に編入   | 安静村          | 八千代村        | 町制            | 八千代町 |
| 岡田郡      | 大間木村    |              |            |            | 安静村          | 結城郡 に編入   | 安静村          | 八千代村        | 町制            | 八千代町 |
| 岡田郡      | 磯村        |              |            |            | 安静村          | 結城郡 に編入   | 安静村          | 八千代村        | 町制            | 八千代町 |
| 岡田郡      | 村貫村      |              |            |            | 安静村          | 結城郡 に編入   | 安静村          | 八千代村        | 町制            | 八千代町 |
| 岡田郡      | 逆谷新田    |              |            |            | 安静村          | 結城郡 に編入   | 安静村          | 八千代村        | 町制            | 八千代町 |
| 岡田郡      | 佐兵衛新田  |              |            |            | 安静村          | 結城郡 に編入   | 安静村          | 八千代村        | 町制            | 八千代町 |
| 岡田郡      |             | 芦ケ谷村     | 芦ケ谷村   | 芦ケ谷村   | 安静村          | 結城郡 に編入   | 安静村          | 八千代村        | 町制            | 八千代町 |
| 岡田郡      | 芦ケ谷新田  | 芦ケ谷村     | 芦ケ谷村   |            | 安静村          | 結城郡 に編入   | 安静村          | 八千代村        | 町制            | 八千代町 |
| 岡田郡      | 尾崎村      |              |            |            | 安静村          | 結城郡 に編入   | 安静村          | 八千代村        | 町制            | 八千代町 |

## 大字
- 蕗田（ふきた）
- 東蕗田（ひがしふきた）
- 新地（しんち）
- 新地新田（しんちしんでん）
- 村岡新田（むらおかしんでん）
- 栗山（くりやま）
- 大間木（おおまぎ）
- 磯（いそ）
- 村貫（むらぬき）
- 逆谷新田（さかさたに）
- 佐兵衛新田（さへえしんでん）
- 芦ケ谷（あしがや）
- 芦ケ谷新田（あしがやしんでん）
- 尾崎（おさき）

## 人口・世帯

### 人口
総数 [単位： 人]
| 1891年（明治24年） | 2,854 |
| 1920年（大正 9年） | 4,369 |
| 1935年（昭和10年） | 4,903 |
| 1950年（昭和25年） | 6,334 |

### 世帯
総数 [単位： 世帯]
| 1920年（大正 9年） | 738   |
| 1935年（昭和10年） | 804   |
| 1950年（昭和25年） | 1,012 |